# アドミラル・マカロフ (装甲巡洋艦)
アドミラル・マカロフ (Адмирал Макаров) はロシア海軍の装甲巡洋艦。バヤーン級。 
艦名は日露戦争で戦死したステパン・マカロフ提督にちなむ。

## 艦歴
フランス、ラ・セーヌ＝シュル＝メールのフォルジュ・エ・シャンティエ・ド・ラ・メディテラネ社で建造された。1905年4月起工。1906年5月28日進水。1908年4月竣工。
5月27日にバルト海へ向け出発し、6月11日にタリンに到着してバルト海艦隊に編入された。12月にメッシーナ地震が発生すると、救援に派遣された。1910年8月、戦艦「ツェサレーヴィチ」、巡洋艦「リューリク」、「ボガトィーリ」とともにモンテネグロ王ニコラ1世の戴冠式に参列。1912年にはコペンハーゲンを訪問。翌年にはブレスト、ポートランド島、スタヴァンゲル訪問に参加した。
第一次世界大戦が始まると、「アドミラル・マカロフ」は第1巡洋艦旅団に編入された。8月17日、「アドミラル・マカロフ」と「グロモボーイ」はフィンランド湾入り口付近で、機雷敷設へ向かう途中のドイツ機雷敷設艦と2隻の軽巡洋艦と遭遇した。ロシア側の指揮官はドイツ軍側がさらに2隻の装甲巡洋艦を伴っていると誤認したため、交戦を回避した。それからすこししして、「アドミラル・マカロフ」は機雷運搬能力をもたされた。12月初旬、ダンツィヒ湾入り口の北部および西部への機雷敷設に参加。1915年1月12日には他の巡洋艦によるボーンホルム島およびリューゲン島付近への機雷敷設を支援した。2月13日、ダンツィヒ湾への機雷敷設支援のため出撃した際に「リューリク」がフォーレ島沖で座礁。「アドミラル・マカロフ」は損傷した「リューリク」を護衛して帰投した。5月6日から7日の夜、「アドミラル・マカロフ」は装甲巡洋艦「バヤーン」および防護巡洋艦2隻とともにリーバウ沖への機雷敷設を支援中ドイツ巡洋艦「ミュンヘン」と短時間交戦した。
7月2日、ゴットランド島沖海戦に参加。
1917年10月11日、ドイツ軍はアルビオン作戦（サーレマー島、ヒーウマー島、ムフ島への侵攻）を開始。この時「アドミラル・マカロフ」はフィンランドにあり、10月14日にムフ海峡に着き、海峡へ侵入しようとしたドイツ駆逐艦と交戦した。
1918年3月のブレスト＝リトフスク条約によりロシアはヘルシンキの基地から撤収しなければならなくなった。「アドミラル・マカロフ」は第一陣で3月25日に出航し、5日後にクロンシュタットに着いた。到着後「アドミラル・マカロフ」は退役し、その後の内戦には参加していない。1922年に売却され、シュテッティンで解体された。